# أنيما (ألبوم توم يورك)
أنيما (بالإنجليزية: Anima)‏ هو ألبوم استوديو الثالث للموسيقي الإنجليزي توم يورك. صدر في 27 يونيو 2019 من قبل تسجيلات إكس أل. ٱنتج من قبل المتعاون مع يورك منذ فترة طويلة نايجل غودريتش.
يشمل ألبوم «أنيما» موسيقى إلكترونية تم تطويرها من خلال العروض الحية وتسجيلات الاستوديو، مع موضوعات القلق والديستوبيا. وكان مصحوبًا بفيلم قصير من إخراج بول توماس أندرسون والذي صدر على نتفلكس وفي دور سينما آيماكس محددة، وفيديو موسيقي لأغنية «آخر ماسمعت (... كان يطوق الصرف)». شرع يورك في جولة دولية لدعم الألبوم؛ ولكن تم إلغاء التواريخ اللاحقة بسبب جائحة فيروس كورونا.
أصبح «أنيما» أول ألبوم ليورك يصل للمرتبة الأولى رقم واحد على جدول «بيلبورد لألبومات دانس/الإلكترونية». وحصل على تقييمات إيجابية ورُشِّح لجائزة غرامي لأفضل ألبوم موسيقى بديلة وجائزة غرامي لأفضل حزمة إصدار خاص في حفل توزيع جوائز "غرامي" السنوية ال 62 في عام 2020؛ ورُشِّح فيلم «أنيما» لجائزة غرامي لأفضل فيلم موسيقي.

## الفيلم القصير

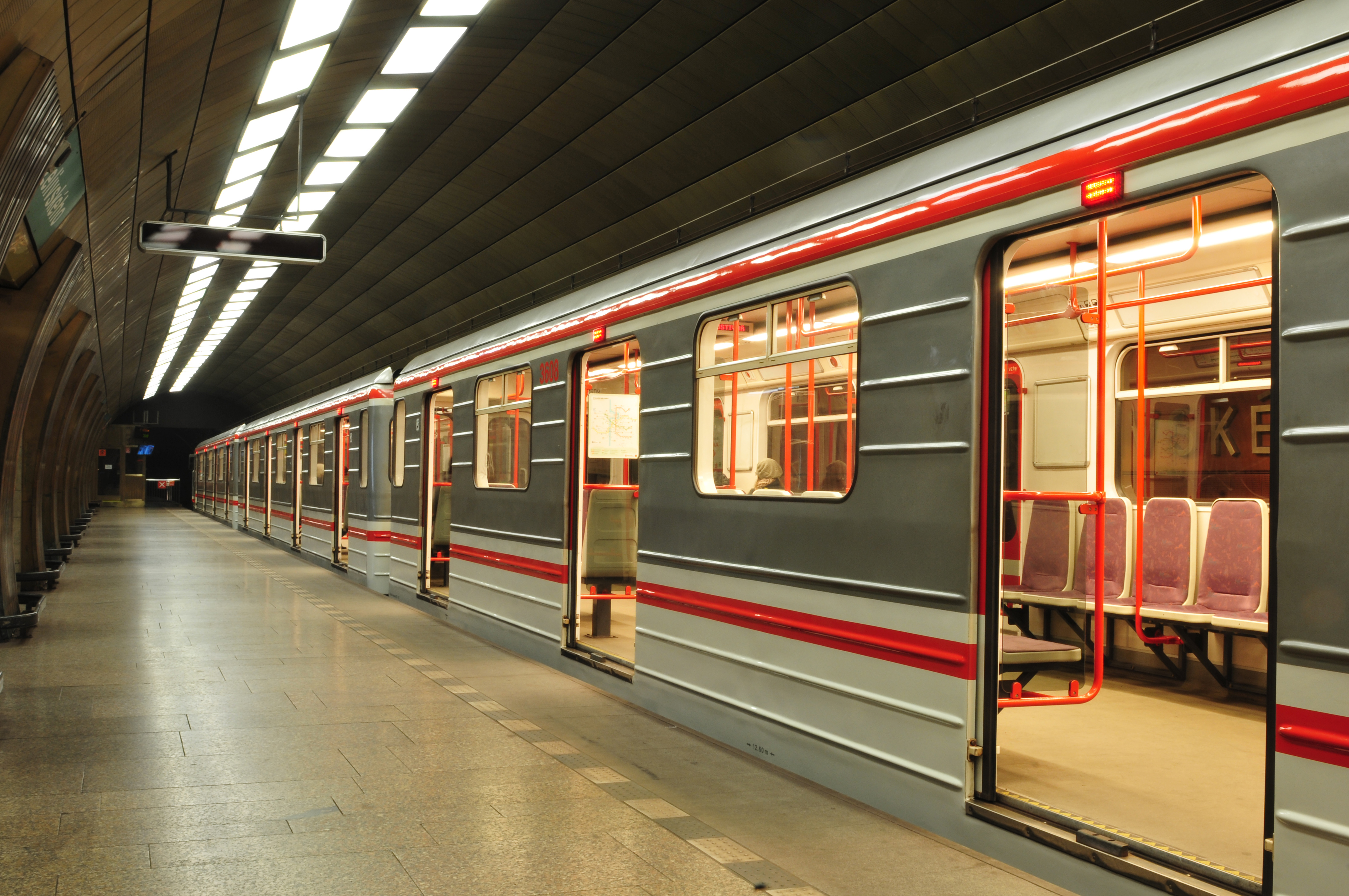
مترو براغ

رافق ألبوم «أنيما» فيلم مدته 15 دقيقة أخرجه بول توماس أندرسون. عُرِض فيلم «أنيما» في بعض دور سينما آيماكس وصدر على نتفليكس في يوم إصدار الألبوم. ويضم حبيبة يورك الممثلة داجانا رونسيون بالإضافة إلى مصمم الرقصات داميان جاليت والتصوير السينمائي لداريوش خوندجي، وإسقاطات لطارق باري. يركب يورك في الفيلم قطار ركاب يرتدون الزي الرسمي (من أغنية «ليست الأخبار»). يلتقي بعيون امرأة (رونسيون) ويلاحقها عندما تنسى حقيبتها (من أغنية «حركة المرور»). يجتمعان في الشارع ويرقصان سويًا ويستقلان الترام (من أغنية «جوقة الفجر»).
بدأ الفيلم بمفهوم من توم يورك عن العمال الذين «لم تعد أجسادهم تعمل» ويتم «دفعهم من قبل قوة غير مرئية». أراد الفريق أن يكون التسلسل الأول «قمعيًا ودقيقًا للغاية بحيث يبدو وكأنه آلة» متأثرًا بقصص الدايستوييا مثل رواية 1984 وفيلم متروبوليس والكوميديا المادية لتشارلي تشابلن. أنشأ الفريق لتسلسل «حركة المرور» منصة مائلة بزاوية 34 درجة ووضعوا الكاميرا في نفس الزاوية مما محى المنحدر.
حصل فيلم «أنيما» في مراجعة موقع روتين توميتوز على تصنيف موافقة بنسبة 100% بناءً على 21 مراجعة وبمتوسط تقييم 8.05/10. ورُشِّح لجائزة غرامي لأفضل فيلم موسيقي في حفل توزيع جوائز "غرامي" السنوية ال 62 في عام 2020.